# Pordenone (stacja kolejowa)
Pordenone (włoski: Stazione di Pordenone) – stacja kolejowa w Pordenone, w prowincji Pordenone, w regionie Friuli-Wenecja Julijska, we Włoszech. Znajduje się na linii Wenecja – Udine.
Według klasyfikacji RFI ma kategorię złotą.

## Historia
Stacja została otwarta 1 maja 1855, kiedy otwarto odcinek linii kolejowej z Treviso; w tym samym roku stacja była połączona ze stacją Casarsa i dopiero w 1860 ukończono odcinek kolejowy do Udine.
W przeszłości ze stacji było połączenie wojskowe z Cominą, które w oryginalnych projektach miało dotrzeć do Aviano.
W latach 2016–2017 przeprowadzono szereg prac modernizacyjnych, w tym podniesienie peronów kolejowych, wybudowanie windy czy renowacja wnętrza budynku dworca.

## Linie kolejowe
- Wenecja – Udine

## Połączenia
Na przystanku zatrzymują się tylko niektóre pociągi regionalne na trasie Wenecja - Udine.